# Dynoides harrisoni
Dynoides harrisoni är en kräftdjursart som beskrevs av Oleg Grigor'evich Kussakin och Malyutina 1993. Dynoides harrisoni ingår i släktet Dynoides och familjen klotkräftor. Inga underarter finns listade i Catalogue of Life.